# Campylodontium perplicatum
Campylodontium perplicatum là một loài Rêu trong họ Fabroniaceae. Loài này được (Thér. & P. de la Varde) Broth. miêu tả khoa học đầu tiên năm 1925.